# Segunda República filipina
La Segunda República filipina, cuyo nombre oficial fue República de Filipinas (en Japonés: フィリピン共和国, Translit: Firipin Kyowakoku, en filipino: República ng Pilipinas) y conocida popularmente dentro del país como República filipina patrocinada por Japón fue el régimen político instaurado en Filipinas entre 1943 y 1945, tras la ocupación por las fuerzas japonesas en 1942 durante la Segunda Guerra Mundial, en sustitución de la Mancomunidad Filipina que había regido el país desde 1935 bajo la tutela de los Estados Unidos. 
La República fue proclamada tras la ratificación de una nueva Constitución preparada por la Comisión Ejecutiva de Filipinas, el organismo de gobierno temporal establecido en 1942 a instancias de los ocupantes y presidido por el abogado Jorge B. Vargas.
En octubre de 1943, el Parlamento eligió como Presidente de la República a José P. Laurel, político graduado en la Universidad de Tokio destacado por su oposición a la política estadounidense.
En un país ensangrentado por la lucha de la guerrilla leal a la Mancomunidad y del Ejército filipino contra las fuerzas japonesas, el gobierno de la República ejerció el poder solamente en las áreas bajo su control generalmente por medio de decretos. A finales de 1944, la Segunda República filipina, que solamente controlaba 12 de las 48 provincias del país, impuso la ley marcial y declaró el estado de guerra en contra los Estados Unidos y el Imperio británico.
Tras el desembarco en Leyte de las fuerzas dirigidas por el general Douglas MacArthur el 20 de octubre de 1944 que progresaron hasta la capital Manila, el gobierno de Laurel se vio forzado al exilio en Taiwán y después en Japón, donde Laurel proclamó la disolución del régimen tras la rendición incondicional japonesa en septiembre de 1945.

## Antecedentes

### Invasión japonesa
Japón lanzó un ataque a las Filipinas el 8 de diciembre de 1941, sólo diez horas después de su ataque a Pearl Harbor. El bombardeo aéreo inicial fue seguido por los desembarques de las tropas de tierra al norte y al sur de Manila. Los que defendían las tropas filipinas y estadounidenses estaban bajo el mando del general Douglas MacArthur, que había sido llamado al servicio activo en el ejército de Estados Unidos a principios de año y fue designado comandante de las Fuerzas Armadas de Estados Unidos en la región de Asia y el Pacífico. Sus aviones de comando fueron destruidos; las fuerzas navales recibieron la orden de retirada; y debido a las circunstancias en la región del Pacífico, el refuerzo y el reabastecimiento de sus fuerzas de tierra eran imposibles. Bajo la presión de la superioridad numérica, las fuerzas de defensa se retiraron de la península de Bataan y de la isla de Corregidor a la entrada de la bahía de Manila. Manila se declaró ciudad abierta para evitar su destrucción, fue ocupada por los japoneses el 2 de enero de 1942. La defensa de Filipinas continuó hasta la caída definitiva de las fuerzas de Estados Unidos y Filipinas en la península de Bataan en abril de 1942 y en Corregidor en mayo.
La mayor parte de los 80.000 prisioneros de guerra capturados por los japoneses en Bataan se vieron obligados a realizar la famosa "marcha de la muerte de Bataan" a un campo de prisioneros a 105 kilómetros al norte. Miles de hombres, debilitados por la enfermedad y la malnutrición y tratados con dureza por sus captores, murieron antes de llegar a su destino. El presidente filipino al momento de la ocupación, Manuel L. Quezón, y su vicepresidente, Sergio Osmeña habían acompañado a las tropas a Corregidor y más tarde marchó a Estados Unidos, donde establecieron un gobierno en el exilio. MacArthur recibió la orden de retirarse a Australia, donde comenzó a hacer planes para un regreso a las Filipinas.

### Independencia

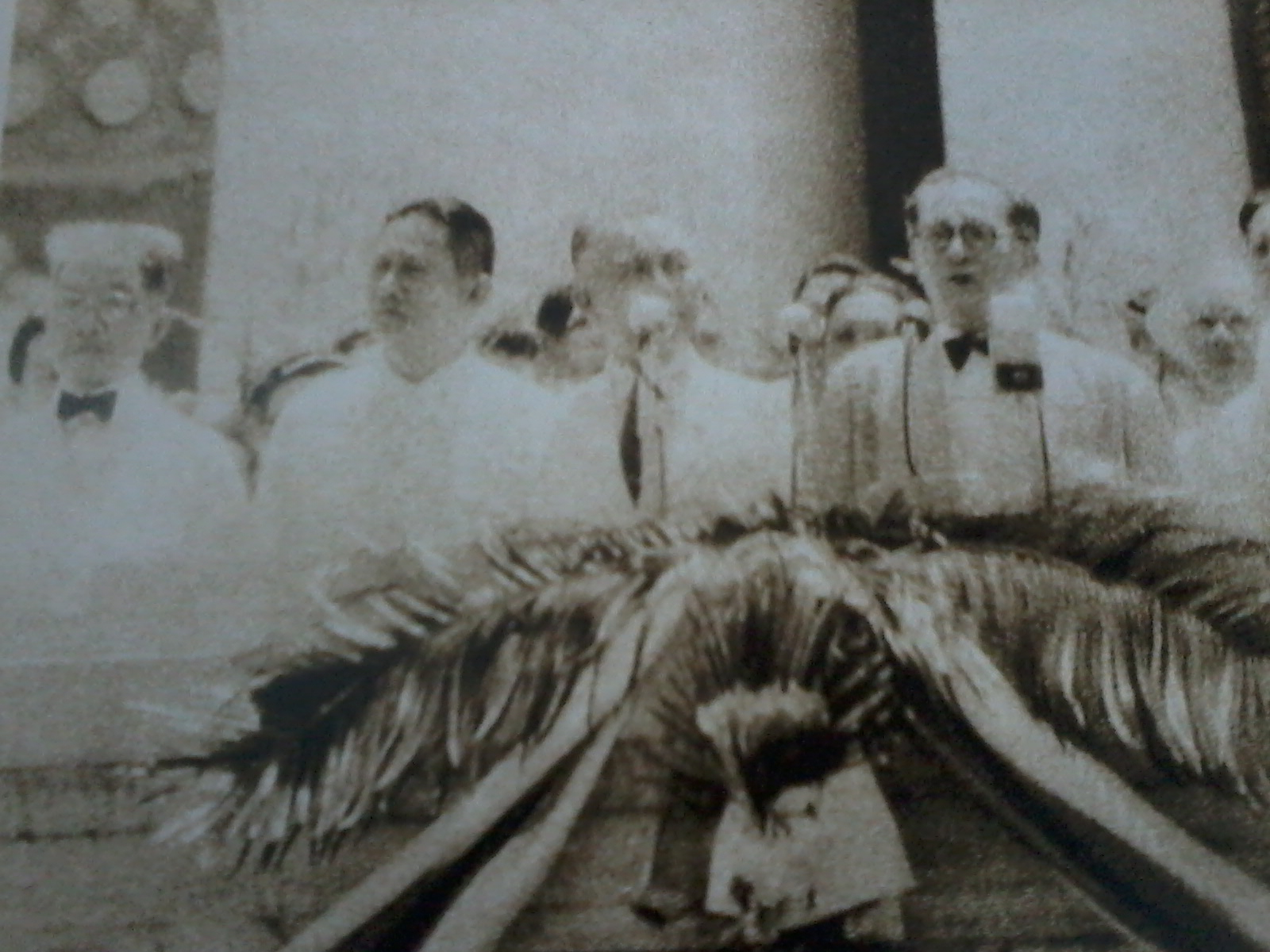
José P. Laurel siendo juramentado como presidente de Filipinas el 14 de octubre de 1943.

Antes de la formación de la Comisión preparatoria, los japoneses dieron a la Comisión Ejecutiva de Filipinas (PEC por sus siglas en inglés) la posibilidad de poner al país bajo la dictadura de Artemio Ricarte, a quien los japoneses regresaron de Yokohama para reforzar su movimiento propagandístico. Sin embargo, la Comisión rechazó tal idea y optó por establecer un estado republicano. El 8 de diciembre de 1942, se prohibieron todos los partidos políticos y se fundó la Organización al Servicio de las Nuevas Filipinas (en filipino: Kapisanan ng Paglilingkod sa Bagong Pilipinas o KALIBAPI por sus siglas) que sería el partido único que regiría a la nueva república. El Partido Ganap, partido pro-japonés que veía a los nipones como salvadores del archipiélago, fue absorbido por el KALIBAPI. Durante su primera visita a Filipinas el 6 de mayo de 1943, el primer ministro Hideki Tōjō se comprometió a devolver la independencia a Filipinas como parte de su propaganda de panasianismo (Asia para los asiáticos).
Esto llevó al KALIBAPI a crear el Comité Preparatorio de la Independencia de Filipinas el 19 de junio de 1943. Un proyecto de constitución fue redactado por el Comité, conformado por 20 miembros del KALIBAPI. La Comisión, presidida por José P. Laurel, presentó el proyecto el 4 de septiembre,y tres días más tarde, la Asamblea general del KALIBAPI la ratificó.
Para el 20 de septiembre de 1943, los grupos representativos del KALIBAPI fueron elegidos como cincuenta y cuatro miembros de la nueva Asamblea Nacional de Filipinas. Tres días más tarde, fue oficilamente establecida la República de Filipinas, y José P. Laurel fue elegido como tercer Presidente de la República (reconociéndose los mandatos de Emilio Aguinaldo y Manuel L. Quezón), siendo juramentado junto con el órgano legislativo el 14 de octubre. El expresidente Emilio Aguinaldo y el general Artemio Ricarte enarbolaron la bandera filipina, la misma utilizada en la guerra filipino-estadounidense, durante la ceremonia.
El mismo día, en contraste con el ambiente independentista, la posición de estado títere japonés de la nueva República se vio sellada por un "Pacto de Alianza", que fue firmado entre el Gobierno filipino y el Gobierno japonés, siendo ratificada dos días después por la Asamblea Nacional.

## La República

### Conferencia de la Gran Asia Oriental
La Conferencia de la Gran Asia Oriental (大東亜会議 Dai Tōa Kaigi?) fue una cumbre internacional celebrada en Tokio (Japón) los días 5 y 6 de noviembre de 1943, en la cual Japón acogió a los jefes de Estado de los miembros de diversos componentes de la Esfera de coprosperidad del este de Asia. El encuentro también recibió el nombre de la Conferencia de Tokio. La Conferencia abordó pocos temas de importancia, puesto que desde el principio estuvo destinada a ser un mero instrumento propagandístico, para ilustrar así los compromisos panasiáticos del Imperio japonés y destacar su papel como el "libertador" de Asia respecto del colonialismo occidental.
La conferencia y la declaración formal el 6 de noviembre fue poco más que un gesto de propaganda diseñada para conseguir el apoyo regional para la siguiente etapa de la guerra, destacando los ideales de la que se libró. Sin embargo, la Conferencia marcó un punto de inflexión en la política exterior japonesa y sus relaciones con otras naciones asiáticas. La derrota de las fuerzas japonesas en Guadalcanal (en las Islas Salomón) y una conciencia cada vez mayor de las limitaciones a la fuerza militar japonesa llevó a la dirección civil japonesa a darse cuenta de que un marco basado en la cooperación, en lugar de la dominación colonial permitiría una mayor movilización de mano de obra y recursos contra las renacientes fuerzas aliadas. También fue el comienzo de los esfuerzos para crear un marco que permita algún tipo de compromiso diplomático caso de que la solución militar fallara por completo.  Sin embargo estos movimientos llegaron demasiado tarde para salvar el Imperio, que se rindió a los aliados menos de dos años después de la conferencia.

### Problemas internos

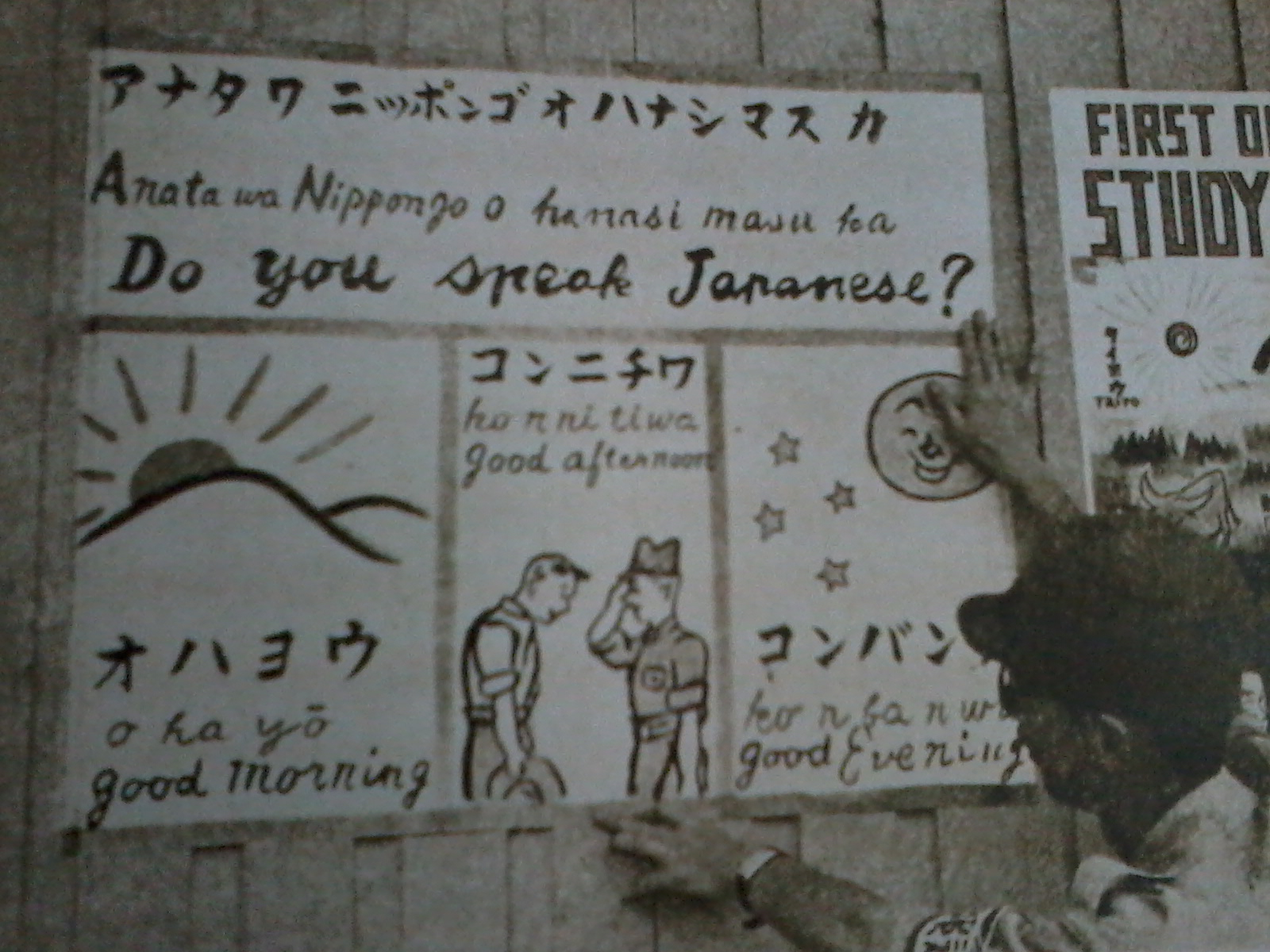
Los soldados japoneses publican carteles instructivos sobre el idioma japonés.

Tras obtener su independencia nominal, la nueva República debió enfrentarse a diversos problemas internos: la escasez de alimentos, ropa y necesidades básicas era uno de los principales. El gobierno de Laurel dio prioridad a este punto, y organizó una agencia para distribuir el arroz, a pesar de que la mayor parte del arroz fue confiscado por los soldados japoneses. La capital Manila fue uno de los muchos lugares en el país que sufrió de una grave escasez, principalmente debido a un tifón que azotó el país en noviembre de 1943. Las personas fueron obligadas a practicar una economía de subsistencia cultivando raíces en parcelas de tierra privadas. Los japoneses, con el fin de aumentar la producción de arroz en el país, trajeron un arroz horai de rápida maduración, que se utilizó por primera vez en Taiwán. Se esperaba que dicho arroz solucionara la crisis alimenticia del país, pero las lluvias de 1942 impidieron que esto ocurriera.
Otro problema al que debió enfrentarse el gobierno títere, fue la fuerte presencia militar japonesa en la región, lo cual impedía sostener por mucho tiempo la idea de que la independencia de Filipinas era genuina. Los japoneses tenían el control absoluto sobre el transporte, las comunicaciones y los medios informativos. Al igual que en los demás países ocupados, el crimen, el saqueo, la corrupción y los mercados negros eran endémicos. Las condiciones de vida eran muy malas en casi todo el país. El transporte entre las islas fue difícil debido a la falta de combustible. La comida era muy escasa, con hambrunas y epidemias esporádicas.
Los japoneses intentaron eliminar todas las influencias culturales occidentales. Existió una fuerte resistencia local cuando trataron de socavar la Iglesia católica con la detención de 500 misioneros cristianos. Los filipinos llegaron a sentirse moralmente superiores a la brutalidad japonesa y rechazó sus avances. Los periódicos y los medios de comunicación fueron fuertemente censurados. Los japoneses intentaron reformar las escuelas e imponer el idioma japonés. Se formaron asociaciones de vecinos para informar sobre la oposición interna.

### Invasión aliada y caída del régimen
El 21 de septiembre de 1944, Laurel decretó el estado de emergencia, y dos días después, declaró formalmente la guerra al Reino Unido y a los Estados Unidos. Las fuerzas aliadas iniciaron la ocupación del país el 20 de octubre, entraron en Manila y la liberaron de manera oficial el 3 de marzo de 1945. El gobierno de la Segunda República se trasladó a la ciudad de Baguio. Laurel finalmente partió al exilio en Japón, donde declaró la disolución formal del régimen tras la rendición de la potencia asiática, el 17 de agosto.

## Gabinete
| Ministerio                                            | Nombre               | Período   |
|                                                       |                      |           |
| Presidente                                            | José P. Laurel       | 1943–1945 |
| Vicepresidente                                        | Benigno S. Aquino    | 1943–1945 |
| Jefe del Gabinete de Ministros                        | Jorge B. Vargas      | 1943-1945 |
|                                                       |                      |           |
| Ministerio de Agricultura y Comercio                  | Rafael Alunan        | 1943–1945 |
| Ministerio de Salud, Trabajo e Instrucciones Públicas | Emiliano Tria Tirona | 1943–1945 |
| Ministerio de Finanzas                                | Antonio de las Alas  | 1943–1945 |
| Ministerio de Asuntos Exteriores                      | Claro M. Recto       | 1943–1945 |
| Ministerio de Justicia                                | Teofilo Sison        | 1943–1945 |
| Ministerio de Educación                               | Camilo Osías         | 1943–1945 |
| Ministerio de Obras Públicas y Comunicaciones         | Quentin Paredes      | 1943–1945 |